# Doctors – Liebe unter dem Messer
Doctors – Liebe unter dem Messer (koreanischer Originaltitel: 닥터스; RR: Dag-teo-seu) ist eine südkoreanische Dramaserie, die von Pan Entertainment umgesetzt wurde. In Südkorea fand die Premiere der Serie am 20. Juni 2016 auf SBS statt. Im deutschsprachigen Raum wurde die Serie erstmals am 20. November 2020 von Netflix mit deutschen Untertiteln veröffentlicht. Die deutschsprachige TV-Premiere der Serie fand am 2. September 2023 auf dem Pay-TV-Sender RTL Passion statt.

## Handlung
Die Handlung folgt der Geschichte von Yoo Hye-jung, einer begabten Chirurgin mit einer komplizierten und traumatischen Vergangenheit. Yoo Hye-jung war in ihrer Jugend rebellisch und von den Narben ihrer Kindheit gezeichnet. Während ihrer Schulzeit geriet sie oft in Konflikte und öffnete nie ihr Herz für jemanden. Ihr Leben nimmt jedoch eine unerwartete Wendung, als sie die Unterstützung ihres Lehrers Hong Ji-hong erfährt, der selbst eine schwierige Jugend hinter sich hat und vor nicht allzu langer Zeit nach einem Vorfall seine Tätigkeit als Arzt niederlegte. Er hilft Yoo Hye-jung, ihr Leben als „hoffnungslose Straftäterin“ hinter sich zu lassen und ihr Potenzial als Ärztin zu erkennen. Allerdings trennten sich ihre Wege schon bald, nachdem ihre innige Beziehung publik wurde. Mehr als ein Jahrzehnt vergeht und das Schicksal führt die beiden wieder zusammen. Hong Ji-hong hat seine Arbeit als Chirurg wieder aufgenommen und verfügt nicht nur über einen reichen Erfahrungsschatz, sondern ist auch auf der Karriereleiter aufgestiegen. Währenddessen versucht Yoo Hye-jung hart zu arbeiten, um eine angesehene Chirurgin zu werden, während sie sich mit den Herausforderungen des Krankenhausalltags und den Intrigen ihrer Kollegen auseinandersetzen muss. Als sich die beiden wiedersehen, keimen alte und neue Gefühle zwischen Yoo Hye-jung und Hong Ji-hong auf. Doch es liegen noch viele private und berufliche Herausforderungen vor ihnen, ebenso wie Geheimnisse aus der Vergangenheit.
Die Handlung konzentriert sich sowohl auf die berufliche Karriere als auch auf die persönlichen Beziehungen von Yoo Hye-jung. Ein weiteres Element der Erzählung ist der Diskurs über signifikante Themen wie Medizinethik, Behandlung von Patienten und das Überwinden persönlicher Hürden. Dabei gewährt die Serie Einblicke in den medizinischen Alltag von Ärzten, die ihr Bestes versuchen, um das Leben anderer zu retten, während sie zugleich mit ihren eigenen Ängsten und Unsicherheiten zu kämpfen haben.

## Besetzung
| Rolle              | Schauspieler   |
| ------------------ | -------------- |
| Dr. Yoo Hye-jung   | Park Shin-hye  |
| Prof. Hong Ji-hong | Kim Rae-won    |
| Dr. Jung Yoon-do   | Yoon Kyun-sang |
| Dr. Jin Seo-woo    | Lee Sung-kyung |

## Episodenliste
| Nr. | Deutscher Titel          | Originaltitel                                | Erstausstrahlung (Südkorea) | Deutschsprachige Erstveröffentlichung (D/A/CH) |
| --- | ------------------------ | -------------------------------------------- | --------------------------- | ---------------------------------------------- |
| 1   | Schlagkräftige Argumente | 10년을 기다린 지홍,혜정의 소중한 재회        | 20. Juni 2016               | 20. Nov. 2020 A 2. Sep. 2023 B                 |
| 2   | Notfälle                 | 사랑은 심장으로 하는 게 아냐. 뇌로 하는 거지 | 21. Juni 2016               | 20. Nov. 2020 A 9. Sep. 2023 B                 |
| 3   | Das Opfer                | 안녕히 가세요…                               | 27. Juni 2016               | 20. Nov. 2020 A 16. Sep. 2023 B                |
| 4   | Richtig oder falsch?     | 해결되지 못한 과거는 반드시 찾아온다         | 28. Juni 2016               | 20. Nov. 2020 A 23. Sep. 2023 B                |
| 5   | Vergangenheit            | 전 이기는 싸움만 해요                        | 4. Juli 2016                | 20. Nov. 2020 A 30. Sep. 2023 B                |
| 6   | Tanz im Regen            | 인생은 살아볼만 한 것                        | 5. Juli 2016                | 20. Nov. 2020 A 7. Okt. 2023 B                 |
| 7   | Spiel um die Macht       | 어웨이크 수술을 할 겁니다                    | 11. Juli 2016               | 20. Nov. 2020 A 14. Okt. 2023 B                |
| 8   | Schwere Zeiten           | 오늘 너 완전 좋아하는거 종합세트다           | 12. Juli 2016               | 20. Nov. 2020 A 21. Okt. 2023 B                |
| 9   | Schlechte Neuigkeiten    | 의사도 사람이다                              | 18. Juli 2016               | 20. Nov. 2020 A 28. Okt. 2023 B                |
| 10  | Alles umsonst?           | 라이벌이잖아요. 한 여자를 사이에 둔          | 19. Juli 2016               | 20. Nov. 2020 A 4. Nov. 2023 B                 |
| 11  | Bekannte Gesichter       | 그날 난 나를 잃었다                          | 25. Juli 2016               | 20. Nov. 2020 A 11. Nov. 2023 B                |
| 12  | Der Stalker              | 연인이 줄 수 있는 가장 큰 기쁨               | 26. Juli 2016               | 20. Nov. 2020 A 18. Nov. 2023 B                |
| 13  | Der Skandal              | 무모한 게 사랑이야                           | 1. Aug. 2016                | 20. Nov. 2020 A 25. Nov. 2023 B                |
| 14  | Fragen und Antworten     | 무심코 던진 타인의 한마디                    | 2. Aug. 2016                | 20. Nov. 2020 A 2. Dez. 2023 B                 |
| 15  | Konkurrenten             | 그럼에도 불구하고 기적이라는걸 기대하는 건   | 8. Aug. 2016                | 20. Nov. 2020 A 9. Dez. 2023 B                 |
| 16  | Der Promi                | 위험은 신호를 보내고 오지 않는다             | 9. Aug. 2016                | 20. Nov. 2020 A 16. Dez. 2023 B                |
| 17  | Der Ausschuss            | 세상은 달라지지 않는다                       | 15. Aug. 2016               | 20. Nov. 2020 A 23. Dez. 2023 B                |
| 18  | Zu viele Emotionen       | 인과응보는 있다                              | 22. Aug. 2016 C             | 20. Nov. 2020 A 30. Dez. 2023 B                |
| 19  | Enthüllungen             | 인생은 끝까지 살아봐야…                      | 22. Aug. 2016               | 20. Nov. 2020 A 6. Jan. 2024 B                 |
| 20  | Der Weg nach Vorne       | 계속 사랑하고 있었다                         | 23. Aug. 2016               | 20. Nov. 2020 A 13. Jan. 2024 B                |

## Adaptation
Der Sender Show TV strahlte zwischen dem 30. Juni 2017 und dem 28. Januar 2018 eine türkische Adaption von Doctors – Liebe unter dem Messer unter dem Titel Kalp Atışı aus.